# Shimizuomyces paradoxus
Shimizuomyces paradoxus är en svampart som beskrevs av Kobayasi 1981. Shimizuomyces paradoxus ingår i släktet Shimizuomyces och familjen Clavicipitaceae.   Inga underarter finns listade i Catalogue of Life.